# Ancistrocerus pharao
Ancistrocerus pharao är en stekelart som först beskrevs av Henri Saussure.  Ancistrocerus pharao ingår i släktet murargetingar, och familjen Eumenidae. Inga underarter finns listade i Catalogue of Life.